# Cañada Juncosa
Cañada Juncosa es un municipio español de la provincia de Cuenca, en la comunidad autónoma de Castilla-La Mancha. Tiene una población de 217 habitantes (INE 2024).

## Geografía
Este pequeño pueblo está situado entre dos acequias, en una pequeña hondonada, en un terreno llano de frondosos pinares y extensos campos, principalmente de girasoles y trigo. Forma parte de la comarca de La Mancha Conquense Baja. En el extremo nororiental de su término municipal se encuentra parte del embalse de Alarcón. 
Cañada Juncosa se encuentra a 82 km de la capital conquense. Su término municipal lo atraviesa la autovía del Este entre los pK 172 y 175 y la antigua N-III entre los pK 177 y 179. El municipio se alza a 806 m sobre el nivel del mar.
| Noroeste: Honrubia     | Norte: Honrubia           | Nordeste: Alarcón |
| Oeste: El Cañavate     |                           | Este: Tébar       |
| Suroeste: San Clemente | Sur: Atalaya del Cañavate | Sureste: Tébar    |

## Demografía
Cañada Juncosa cuenta con una población de 217 habitantes (INE 2024).
| Gráfica de evolución demográfica de Cañada Juncosa entre 1842 y 2021 |
| |
| Población de derecho según los censos de población del INE Población de hecho según los censos de población del INEEn estos censos se denominaba Cañadajuncosa: 1877, 1887, 1897, 1900, 1910, 1920, 1930, 1940, 1950, 1960, 1970, 1981 y 1991 |

### Clima
Cuenta con un clima mediterráneo frío. En invierno puede llegar a haber temperaturas bajo cero, e incluso nevadas, verano puede llegar a hacer mucho calor, con una temperatura aprox. a los 35-40 °C, y en otoño y primavera hay temperaturas suaves.

## Demografía
| 1991 |  | 1996 |  | 2001 |  | 2004 |  | 2008 |  | 2014 |  | 2015 |
| ---- |  | ---- |  | ---- |  | ---- |  | ---- |  | ---- |  | ---- |
| 334  |  | 323  |  | 304  |  | 286  |  | 273  |  | 260  |  | 251  |

## Patrimonio

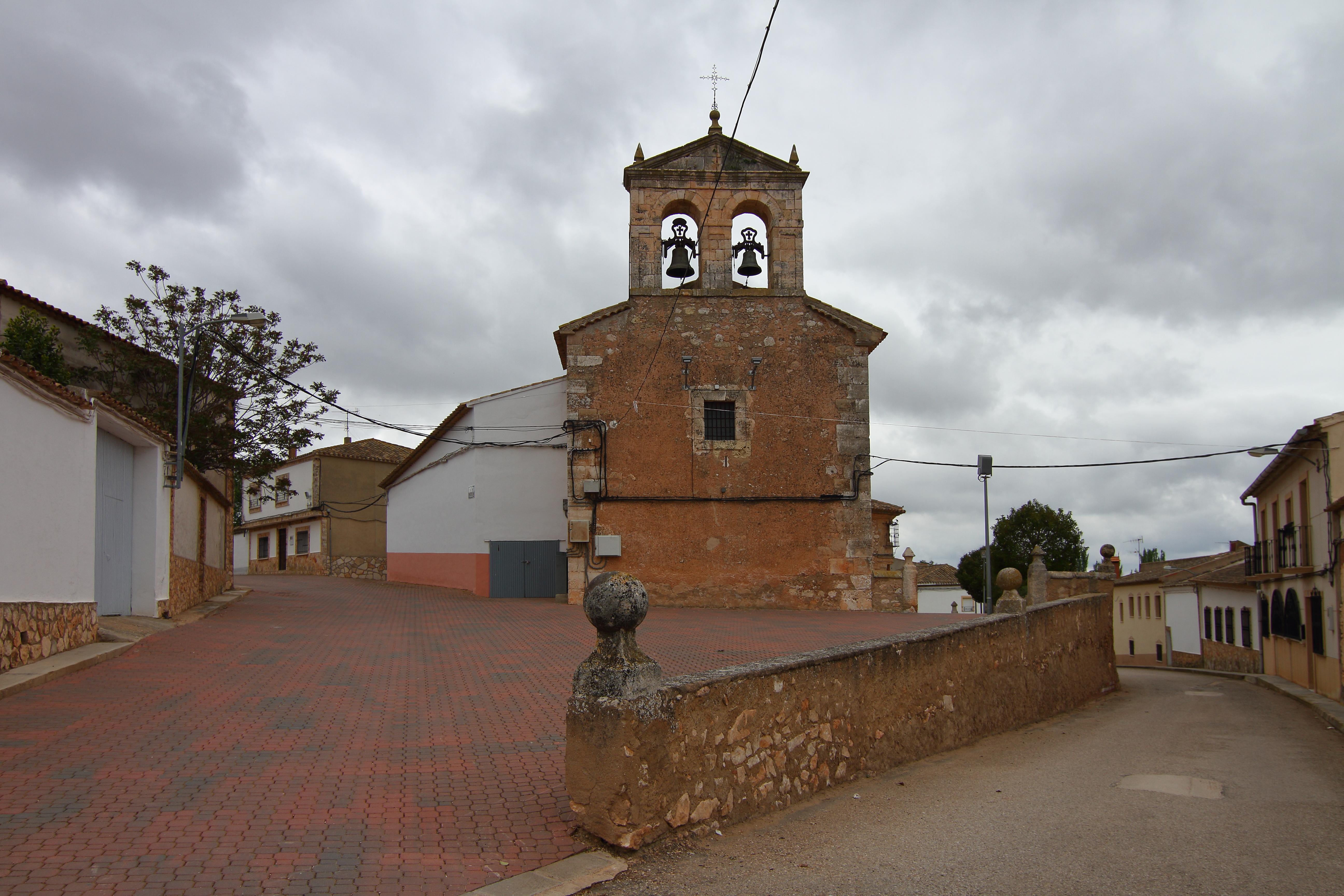
Iglesia parroquial

- Iglesia parroquial
- La Peana de San Isidro
- El Pino Lorito
- Antiguo Lavadero

## Fiestas
- San Isidro (15 de mayo)